# Duguetia magnolioidea
Duguetia magnolioidea är en kirimojaväxtart som beskrevs av Paulus Johannes Maria Maas. Duguetia magnolioidea ingår i släktet Duguetia och familjen kirimojaväxter. Inga underarter finns listade i Catalogue of Life.